# Stanisław Dyzbardis
Stanisław Dyzbardis (ur. 15 marca 1940 w Wilnie, zm. 17 grudnia 2021) – polski polonista, dyrektor Teatru Wielkiego w Łodzi, współtwórca Łódzkich Spotkań Baletowych.

## Życiorys
Ukończył I Liceum Ogólnokształcące im. Mikołaja Kopernika w Łodzi (w 1958) i studia polonistyczne na Uniwersytecie Łódzkim, pod kierunkiem prof. Anieli Wasilewskiej-Kowalskiej (wspomnienie o studiach  "No i dupa..." zamieścił w publikacji „Polonistyka 1958-1963: wspomnienia z okresu studiów na Uniwersytecie Łódzkim”, pod red. B. Matuszak, M. Pryta, H. Tadeusiewicz. Łódź, 2013).
Był pierwszym kierownikiem literackim Teatru Wielkiego w Łodzi (zaczął, gdy obecny budynek przy placu Dąbrowskiego był jeszcze w budowie), następnie zastępcą dyrektora (w latach 1991-1997) oraz dyrektorem naczelnym (w latach 1997–1998 i p.o. w roku 2003).
Był inicjatorem i współtwórcą – wraz ze Stanisławem Piotrowskim i Zygmuntem Latoszewskim oraz Witoldem Borkowskim oraz wieloletnim dyrektorem artystycznym – Łódzkich Spotkań Baletowych od 1968 roku.
Zajmował się historią łódzkiej sceny operowej i Teatru Wielkiego w Łodzi i jego promocją, redagował liczne programy do spektakli Teatru Wielkiego w Łodzi,  był redaktorem albumu „Teatr Wielki w Łodzi” (Łódź: Teatr Wielki, 1966; 84 s.), „Czterdzieści lat pracy artystycznej Antoniego Majaka” (Łódź: Teatr Wielki, ok. 1968; 48 s.),  „20 lat Sceny Operowej w Łodzi” (Łódź: Teatr Wielki w Łodzi, 1974; 168 s.), współautorem (wraz z Józefem Kańskim)  publikacji „Teatr Wielki w Łodzi: jubileusz 40-lecia 1967-2007” (Łódź: Teatr Wielki w Łodzi, 2006; 243 s.).